# Luis Gerardo Villanueva Monge
Luis Gerardo Villanueva Monge (Cartago, 6 de junio de 1957) es un abogado y diputado costarricense. Diputado de la República electo por el Partido Liberación Nacional para el periodo 2010-2014. Ocupó la Presidencia de la Asamblea Legislativa de Costa Rica durante el periodo constitucional 2010-2011. Proveniente de una familia liberacionista, Villanueva es hijo del exdiputado y expresidente del Congreso Jorge Villanueva Monge y Teresita Monge Arias y hermano de la presidenta del Poder Judicial Zarela Villanueva Monge

## Biografía

### Trayectoria política
- Licenciado en Derecho y Notario por la Universidad de Costa Rica, Maestría en Derecho Laboral.

- Declarado Notario distinguido en 2008 por el Colegio de Abogados.

- Diputado del 94 al 98, Subjefe de Fracción en el 94 y Jefe de Fracción en 1995 y 2011.

- Diputado en el período 2002-2006

- Presidente de la Comisión de Derechos Humanos del Parlamento Latinoamericano de 1996 al 1998.

- Expresidente de la Asamblea Legislativa 2010-2011

- Presidente de la Asociación de Estudiantes Universitarios de Cartago en 1978.

- Director y presidente de la Junta Administrativa del Servicio Eléctrico de Cartago (JASEC) 2006-2009.

- Presidente Municipal, Vicepresidente y Regidor 1986-1990, 1990-1994.

- Miembro de la Asamblea Nacional del Partido Liberación Nacional, y del Directorio Político Nacional de esta organización en varios ocasiones.

### Publicaciones
- El Nuevo Camino Liberacionista, Edición Asamblea Legislativa 1995.

- El Código Notarial Comentado, Editorial Juricentro 1998.